# 日本 (忍者の曲)
日本（にほん）は、男性アイドルグループ・忍者による8枚目のシングル。1993年2月24日発売。

## 概要
グループ初のバラードシングル。忍者のシングルで唯一ジャケット表面にメンバーが一切映っていない。
「瞳は未来を映してる」は東北電力のコーポレートソング制作に際して歌詞を公募し、一般人の作品が採用されている。

## 収録曲
1. 日本
  - 作詞：秋元康、作曲：三木たかし、編曲：若草恵

テレビ朝日系番組『人間探検!もっと知りたい!!』エンディングテーマ
2. 瞳は未来を映してる
  - 作詞：太田卓造、補作詞：秋元康、作曲：馬飼野康二、編曲：新川博

東北電力コーポレートソング